# 1910-es Grand Prix-szezon
Az 1910-es Grand Prix-szezon volt a Grand Prix-versenyzés ötödik szezonja.

## Versenyek
| Verseny               | Helyszín     | Időpont       | Győztes versenyző | Győztes konstruktőr | Összefoglaló |
| --------------------- | ------------ | ------------- | ----------------- | ------------------- | ------------ |
| Targa Florio          | Madonie      | Május 15.     | Tullio Cariolato  | Franco              | Összefoglaló |
| Elgin National Trophy | Elgin        | Augusztus 27. | Ralph Mulford     | Lozier              | Összefoglaló |
| Vanderbilt-kupa       | Long Island  | Október 1.    | Harry Grant       | ALCO                | Összefoglaló |
| amerikai nagydíj      | Savannah     | November 12.  | David Bruce-Brown | Benz                | Összefoglaló |
| Free-For-All Race     | Santa Monica | November 24.  | Teddy Tetzlaff    | Lozier              | Összefoglaló |